# Fleethuwelijk

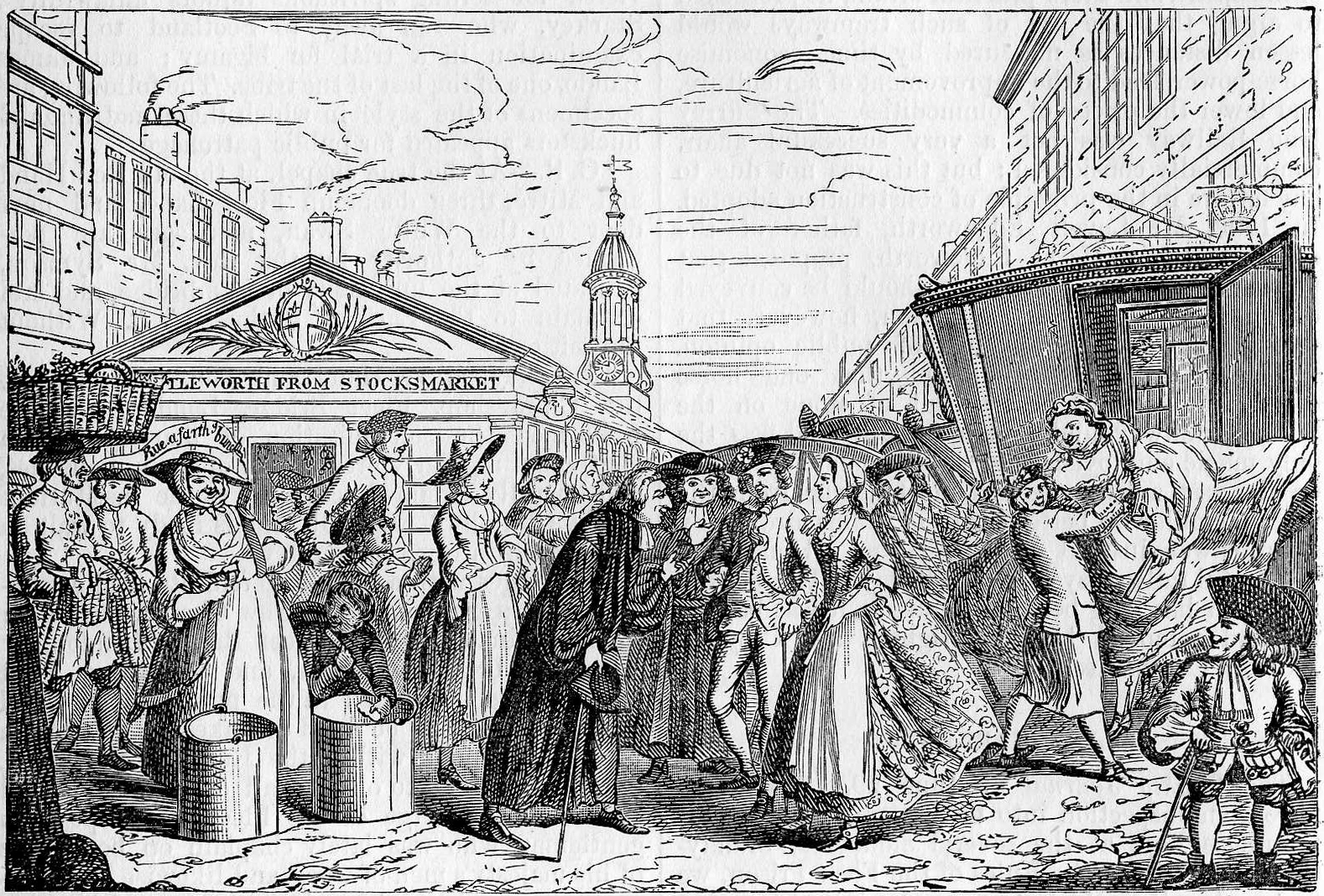
Negentiende-eeuwse illustratie van een fleethuwelijk

Een fleethuwelijk was een clandestien huwelijk dat geregeld werd in het Londense Fleet Prison gedurende de 17e, maar vooral in begin van de 18e eeuw.
Een huwelijk was in die tijd wettelijk geldig als de ceremonie door een geestelijke werd voltrokken, zelfs als die geestelijke geen lid was van de Church of England. Het was ook niet nodig om aan te kondigen dat het huwelijk zou plaatsvinden en de geestelijke hoefde geen toelating voor te leggen. Er waren ook geen regels betreffende tijd en plaats van het huwelijk.
Door deze regels in de huwelijkswet waren er vervolgens massa's clandestiene huwelijken; vaak om te ontsnappen aan de kostprijs van een publiek huwelijk. Een wet uit 1696 maakte daar een einde aan door te stellen dat men wel 'banns' (openbare aankondiging) en 'licence' (vergunning) moest kunnen voorleggen om een huwelijk te kunnen voltrekken, op straffe van een boete van 100 pond.
Echter, als een geestelijke in Fleet Prison zat, vaak omdat hij schulden had, was zo'n boete allesbehalve afschrikkend. Ze konden hem geen geld, geen vrijheid en ook geen krediet meer afnemen. Dus trokken velen naar Fleet Prison waar het huwelijk bij deze geestelijken werd voltrokken.
Dat werd dan ook nog commercieel uitgebuit: vele herbergiers gingen in de buurt van Fleet Prison hun kamers speciaal inrichten voor die doeleinden en er werd veel van geprofiteerd in de horeca-sector avant la lettre.
Met de Hardwicke's Marriage Act in 1753 was het min of meer gedaan met dit soort huwelijken, de wet stelde dat de boete wegviel, maar dat het huwelijk gewoonweg illegaal en wettelijk onbestaand was, als het niet voltrokken werd in de kerk, met banns en licence. Mensen begonnen vanaf die dag af meer naar het Schotse Gretna Green of naar de Kanaaleilanden te trekken om ongeveer hetzelfde te bereiken.